# Adam Szyszka
Adam Jarosław Szyszka (ur. 3 grudnia 1975 w Poznaniu) – polski ekonomista, profesor nauk ekonomicznych, profesor zwyczajny Szkoły Głównej Handlowej w Warszawie.

## Życiorys
Urodził się w rodzinie Stanisława i Haliny Szyszków (oboje absolwenci Uniwersytetu Ekonomicznego w Poznaniu - ówcześnie Wyższej Szkoły Handlowej w Poznaniu). W 1994 ukończył Liceum Ogólnokształcące św. Marii Magdaleny w Poznaniu. Następnie odbył roczne studia (1997/1998) na Uniwersytecie Liverpoolskim (specjalność: Corporate Finance and Accounting). W 1999 ukończył studia ekonomii na Uniwersytecie Ekonomicznym w Poznaniu na Wydziale Zarządzania, specjalność: Inwestycje Kapitałowe i Strategie Finansowe Przedsiębiorstw. W tym samym został asystentem w Katedrze Inwestycji i Rynków Kapitałowych ówczesnej Akademii Ekonomicznej w Poznaniu.
W latach 2000/2001 był stypendystą Fulbrighta na Uniwersytecie Columbia w Nowym Jorku, gdzie prowadził własny program badawczy w ramach pracy nad doktoratem. W grudniu 2001 uzyskał stopień doktora nauk ekonomicznych, Uniwersytetu Ekonomicznego w Poznaniu na Wydziale Zarządzania. W 2002 był adiunktem w Katedrze Inwestycji i Rynków Kapitałowych tej uczelni. W tym samym roku ukończył studia prawnicze na Wydziale Prawa i Administracji Uniwersytetu im. Adama Mickiewicza w Poznaniu.
W 2002 uczestniczył w programie typu Executive Management Harvard Business School, a następnie pracował na Uniwersytecie Columbia jako postdoctoral visiting scholar, stypendysta Fundacji Kościuszkowskiej (2002/2003). W latach 2004/2005 był stypendystą Fundacji na rzecz Nauki Polskiej odbywając staż naukowy na Uniwersytecie w Adelajdzie, Australia.
3 lipca 2008 uzyskał stopień doktora habilitowanego nauk ekonomicznych, Uniwersytetu Ekonomicznego w Poznaniu (Wydział Zarządzania). Od 2009 profesor nadzwyczajny w Katedrze Inwestycji i Rynków Kapitałowych Uniwersytetu Ekonomicznego w Poznaniu. Od 2011 profesor nadzwyczajny w Katedrze Rynków Kapitałowych, a następnie profesor zwyczajny w Instytucie Ekonomii Międzynarodowej w Kolegium Gospodarki Światowej w Szkole Głównej Handlowej w Warszawie. 31 lipca 2015 prezydent RP Bronisław Komorowski wręczył prof. Szyszce nominację profesorską. W latach 2020–2024 zasiadał w radzie nadzorczej Giełdy Papierów Wartościowych w Warszawie jako członek niezależny.

## Publikacje
Prof. Szyszka jest autorem licznych artykułów i opracowań naukowych. W 2013 na rynku amerykańskim ukazała się również jego książka Behavioral Finance and Capital Markets. How Psychology Influences Investors and Cooperations (Palgrave MacMillan, Nowy Jork 2013, ISBN 978-1-137-33874-7).